# マーティ・フェルドマン
マーティ・フェルドマン（Marty Feldman, 1934年7月8日 - 1982年12月2日）は、イギリス出身の俳優・コメディアン・脚本家である。

## 来歴
個性派として知られたフェルドマンは1934年にイギリスのイーストエンド・オブ・ロンドンに生まれた。ウクライナのキエフからの移民で、ユダヤ系の家系だった。バセドウ病だったために、孤独な少年時代を送る。15歳で学校を退学した後に、東部のマーゲイトにある遊園地で働き始め、20歳の時にコメディアンになることを決意。
1954年に同じくコメディアンを目指していたバリー・トゥックと共にコメディの脚本を執筆。それらの作品は、テレビ局やラジオ局などに採用され、徐々に頭角を現していく。後に出演した『At Last the 1948 Show』というスケッチ・コメディーがテレビデビューとなり、後の活動に多大な影響を与えた。この番組では、モンティ・パイソンのメンバーとして知られるジョン・クリーズやグレアム・チャップマンらと共演しており、イギリス国内においてコメディアンとしての認知度を上げるきっかけともなった。それ以降も数々のコメディ番組に登場し、コメディ俳優としてのキャリアを築くとともに、役者としての地位を確立していった。それを証明するように、これまで脚本も手がけた人気番組の『マーティ（原題）』で二度の英国映画テレビ芸術アカデミー賞を獲得している。1971年には、『The Marty Feldman Comedy Machine』というタイトルの自身の冠番組も持ち、イギリスのみならずアメリカへもその認知度が浸透していった。アメリカへの進出も果たした後は、人気俳優がホストを務める『ディーン・マーティン・ショー』などへ出演。ジーン・ワイルダーと知り合い、メル・ブルックスが監督したホラー・コメディ『ヤング・フランケンシュタイン』におけるアイゴール役で更に認知度も上昇。同作品はアメリカ国内でも大ヒットした。フェルドマン自身もこの作品にてAcademy of Science Fiction, Fantasy & Horror Filmsを獲得している。この映画をきっかけとして後にもジーン・ワイルダーやメル・ブルックスとは再度仕事をする仲となり、ワイルダーが監督を務めた『新シャーロック・ホームズ おかしな弟の大冒険』へ出演。ブルックス作品の『メル・ブルックスのサイレント・ムービー』では、ゴールデングローブ賞にノミネートされた。1976年には『Sex with a Smile』というイタリア映画に主演し、アメリカ・イギリス以外でも活躍。1977年の『Oh! 外人部隊』では、出演のみならず、監督・原案・脚本も手がけた。

### 私生活
1959年にローレッタ・サリヴァンと結婚し、フェルドマンが死去する1982年まで続いた。サリヴァンは2010年にロサンゼルスにて死去している。音楽に対する興味も持っており、ジャズ好きで知られていたほか、1969年に『I Feel a Song Going Off』というLPも制作している。しかしLPを製作したのはこれが最初で最後だった。

### 死去
1982年にグレアム・チャップマン、ピーター・ボイル、チーチ・マリンら出演のコメディ映画『チーチ&チョン/イエローパイレーツ』の撮影でメキシコに滞在中、心臓発作により亡き人となった。盟友のメル・ブルックスによれば、それまで時には一日タバコを6箱も吸ったり、過度のアルコール摂取を行ったりと、体にストレスを与えていたことが原因かもしれないと語った。現在はハリウッドにある墓地に埋葬されている。

## 出演作品

### 映画
- 不思議な世界/ 未来戦争の恐怖 The Bed Sitting Room (1969)
- Every Home Should Have One (1970)
- The Magnificent Seven Deadly Sins (1971)
- ヤング・フランケンシュタイン Young Frankenstein (1974)
- 40 gradi all'ombra del lenzuolo (1976) ※イタリア映画
- 新シャーロック・ホームズ おかしな弟の大冒険 The Adventure of Sherlock Holmes' Smarter Brother (1975)
- メル・ブルックスのサイレント・ムービー Silent Movie (1976)
- Oh! 外人部隊 The Last Remake of Beau Geste (1977) ※兼監督・脚本・原案
- In God We Tru$t (1980)
- ジェリー・ルイスの双子の鶏フン大騒動 Slapstick (Of Another Kind) (1982)
- チーチ&チョン/ イエローパイレーツ Yellowbeard (1983)

### テレビ番組
- At Last the 1948 Show (1967)
- Marty (1968 - 1969)
- The Marty Feldman Comedy Machine (1971 - 1972)
- Marty Back Together Again (1974)
- マペット・ショー The Muppet Show (1980)